# Leo Weinkauf
Leo Weinkauf (* 7. Juli 1996 in Oldenburg (Oldb)) ist ein deutscher Fußballtorwart. Er steht bei Hannover 96 unter Vertrag.

## Karriere
Weinkauf wurde im niedersächsischen Oldenburg geboren und begann beim dort ansässigen VfL Oldenburg mit dem Fußballspielen. Den Großteil seiner fußballerischen Ausbildung genoss er jedoch im Nachwuchsbereich von Werder Bremen. Mit dessen B-Jugend nahm er einmal an der Endrunde um die Deutsche Meisterschaft teil, wo die Mannschaft im Halbfinale ausschied. Mit der U19 erreichte er im Achtelfinale des DFB-Juniorenpokals 2014/15 das Achtelfinale.
Im Sommer 2015 verpflichtete der FC Bayern München Weinkauf und setzte ihn in seiner in der Regionalliga Bayern spielenden zweiten Mannschaft ein. In seiner ersten Saison spielte der Torhüter siebenmal für die Bayern, kam jedoch an Stammkeeper Ivan Lucic und seinem Vertreter Andreas Rössl nicht vorbei. In der Folgesaison konnte sich Weinkauf als Stammtorhüter beweisen und Rössl nach dem Wechsel Lucics hinter sich lassen. Darüber hinaus stand er erstmals im Kader der ersten Mannschaft und durfte mit ihr die Sommervorbereitung absolvieren.
In seiner letzten Saison in München wechselte sich Weinkauf mit dem aus der A-Jugend hochgezogenen Christian Früchtl im Tor ab und holte mit der Mannschaft die Vizemeisterschaft hinter Aufsteiger und Stadtrivale TSV 1860 München. Auf seine Leistungen wurde Hannover 96 aufmerksam und verpflichtete den Norddeutschen im Sommer 2018. In seiner niedersächsischen Heimat kam Weinkauf für die Reserve in der Regionalliga Nord als Stammtorhüter zum Einsatz.
Ein Jahr später vereinbarten der in die 3. Liga abgestiegene MSV Duisburg und Hannover 96 ein zweijähriges Leihgeschäft. Weinkauf ging als erster Torhüter in die Saison und absolvierte alle Saisonspiele, davon sieben ohne Gegentor. Mit den Zebras wurde er zunächst Herbstmeister, verpasste mit ihnen jedoch am Ende den direkten Wiederaufstieg.

## Titel
- Meister der Regionalliga Nord: 2024 (Hannover 96 II)